# Huljajpole

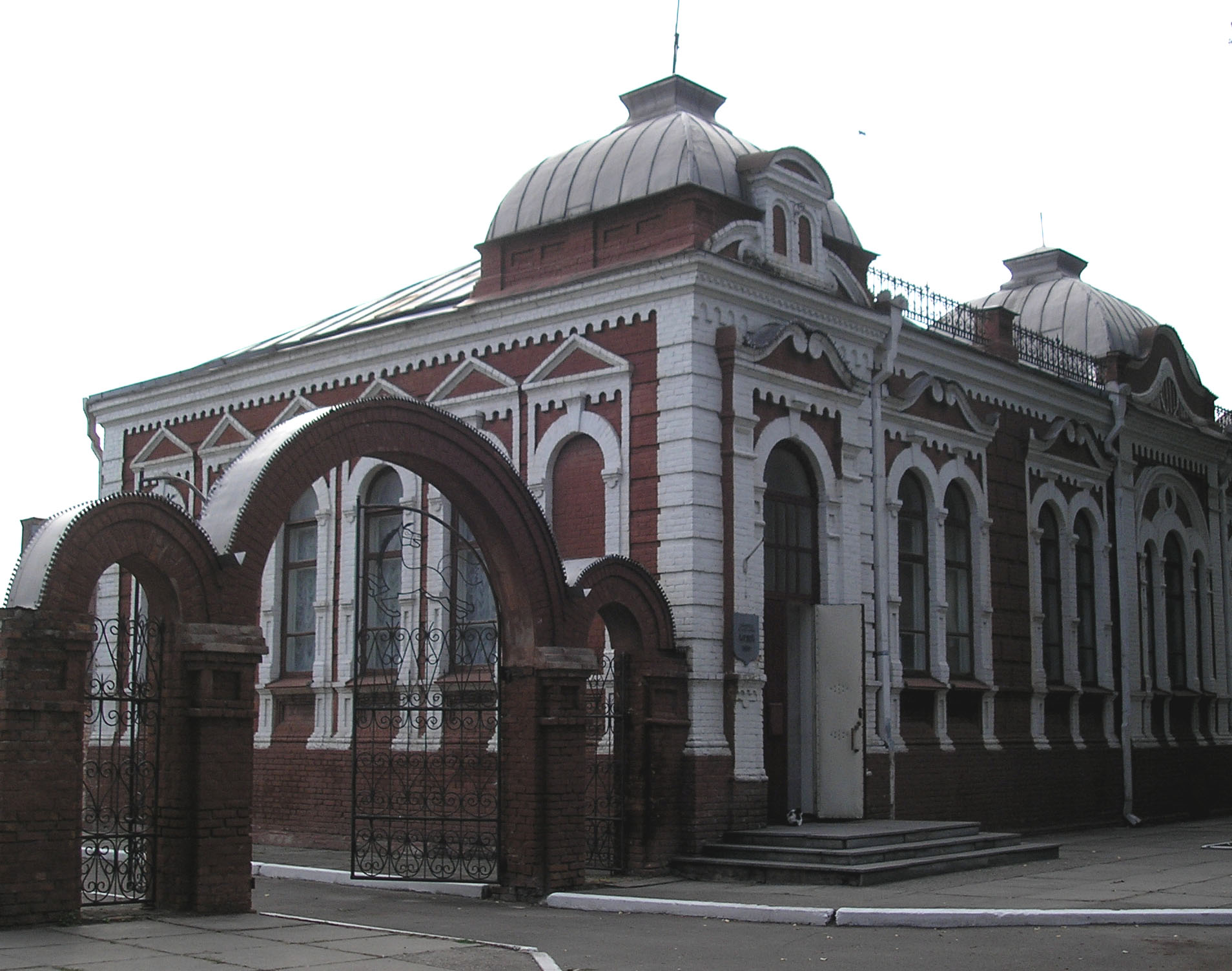
Museum im ehemaligen Bankgebäude von 1901

Huljajpole (ukrainisch Гуляйполе; russisch Гуляйполе Guljaipole) ist eine Stadt in der Oblast Saporischschja in der südlichen Zentralukraine mit etwa 2000 Einwohnern (2024).
Huljajpole liegt am Ufer des Hajtschul 98 km östlich vom Oblastzentrum Saporischschja und war bis Juli 2020 das administrative Zentrum des gleichnamigen Rajons Huljajpole. Seitdem gehört es zum neuen Rajon Polohy.

## Verwaltungsgliederung
Am 12. Oktober 2016 wurde die Stadt zum Zentrum der neugegründeten Stadtgemeinde Huljajpole (Гуляйпільська міська громада/Huljajpilska miska hromada). Zu dieser zählten auch die 16 in der untenstehenden Tabelle aufgelisteten Dörfer, bis dahin bildete sie zusammen mit den Dörfern Marfopil, Satyschschja, Selenyj Haj und Wessele die gleichnamige Stadtratsgemeinde Huljajpole (Гуляйпільська міська рада/Huljajpilska miska rada) im Zentrum des Rajons Huljajpole.
Am 30. Oktober 2017 kamen noch die Dörfer Krasnohirske, Nowe, Nowowassyliwske, Nowohryhoriwka, Nowoiwaniwka, Nowomykolajiwka, Nowouspeniwske, Obratne, Pawliwka, Prywilne, Rybne, Solodke, Temyriwka und Uspeniwka zum Gemeindegebiet.
Am 12. Juni 2020 kamen noch die Siedlung städtischen Typs Salisnytschne zum Gemeindegebiet.
Am 17. Juli 2020 kam es im Zuge einer großen Rajonsreform zum Anschluss des Rajonsgebietes an den Rajon Polohy.
Folgende Orte sind neben dem Hauptort Huljajpole Teil der Gemeinde:
| Name                     | Name            | Name                                |
| ukrainisch transkribiert | ukrainisch      | russisch                            |
| ------------------------ | --------------- | ----------------------------------- |
| Doroschnjanka            | Дорожнянка      | Дорожнянка                          |
| Huljajpilske             | Гуляйпільське   | Гуляйпольское (Guljaipolskoje)      |
| Jablukowe                | Яблукове        | Яблоково (Jablokowo)                |
| Krasnohirske             | Красногірське   | Красногорское (Krasnogorskoje)      |
| Marfopil                 | Марфопіль       | Марфополь (Marfopol)                |
| Myrne                    | Мирне           | Мирное (Mirnoje)                    |
| Nowe                     | Нове            | Новое (Nowoje)                      |
| Nowohryhoriwka           | Новогригорівка  | Новогригоровка (Nowogrigorowka)     |
| Nowoiwaniwka             | Новоіванівка    | Новоивановка (Nowoiwanowka)         |
| Nowomykolajiwka          | Новомиколаївка  | Новониколаевка (Nowonikolajewka)    |
| Nowouspeniwske           | Новоуспенівське | Новоуспеновское (Nowouspenowskoje)  |
| Nowowassyliwske          | Нововасилівське | Нововасилевское (Nowowassilewskoje) |
| Obratne                  | Обратне         | Обратное (Obratnoje)                |
| Pawliwka                 | Павлівка        | Павловка (Pawlowka)                 |
| Prywilne                 | Привільне       | Привольное (Priwolnoje)             |
| Riwnopillja              | Рівнопілля      | Ровнополье (Rownopolje)             |
| Rybne                    | Рибне           | Рыбное (Rybnoje)                    |
| Sahirne                  | Загірне         | Загорное (Sagornoje)                |
| Salisnytschne            | Залізничне      | Зализничное (Salisnitschnoje)       |
| Satyschschja             | Затишшя         | Затишье (Satischje)                 |
| Selene                   | Зелене          | Зелёное (Seljonoje)                 |
| Selenyj Haj              | Зелений Гай     | Зелёный Гай (Seljony Gai)           |
| Solodke                  | Солодке         | Сладкое (Sladkoje)                  |
| Staroukrajinka           | Староукраїнка   | Староукраинка (Staroukrainka)       |
| Stepaniwka               | Степанівка      | Степановка (Stepanowka)             |
| Swjatopetriwka           | Святопетрівка   | Святопетровка (Swjatopetrowka)      |
| Temyriwka                | Темирівка       | Темировка (Temirowka)               |
| Tschariwne               | Чарівне         | Чаривное (Tschariwnoje)             |
| Tscherwone               | Червоне         | Червоное (Tscherwonoje)             |
| Uspeniwka                | Успенівка       | Успеновка (Uspenowka)               |
| Wessele                  | Веселе          | Весёлое (Wessjoloje)                |

## Bevölkerungsentwicklung

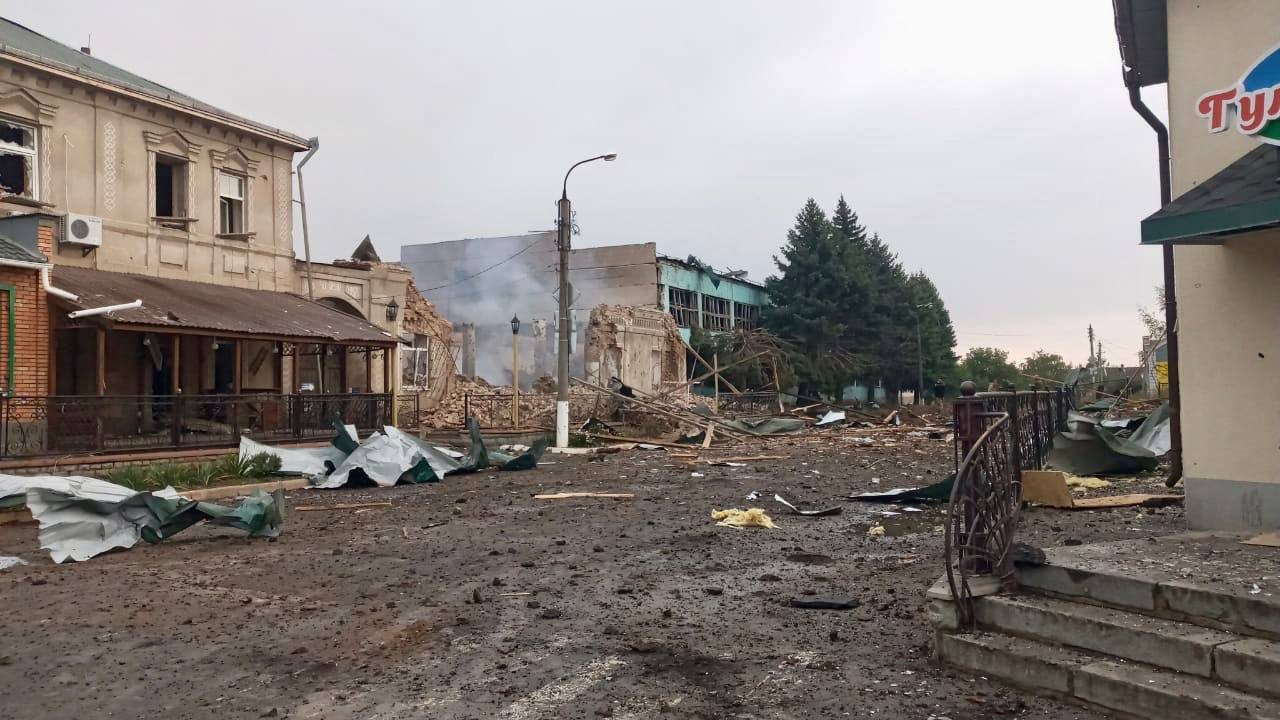
Huljajpole September 2022

| 1939   | 1959   | 1970   | 1979   | 1989   | 2001   | 2016   | 2020   |
| ------ | ------ | ------ | ------ | ------ | ------ | ------ | ------ |
| 16.449 | 17.220 | 16.236 | 17.053 | 19.198 | 17.077 | 13.994 | 13.262 |

Quelle: 

## Geschichte
Die Ortschaft wurde im Jahr 1785 gegründet und besaß 1788 150 Einwohner. Bekannt wurde die Stadt durch den hier im Jahr 1888 geborenen Anarchisten und Gründer der Partisanenbewegung Machnowschtschina Nestor Machno. Seit 1938 hat Huljajpole den Status einer Stadt.
Während des russischen Angriffs auf die Ukraine im Jahr 2022 wurde Huljajpole zur Frontstadt und häufig beschossen. Zudem fielen bereits am 2. März 2022 Strom, Wasser und Gas dauerhaft aus, so dass fast alle der Einwohner die Stadt verließen und im Juni 2023 nur etwa 100 verblieben waren. Auf dem Stand von April 2023 galten über 2000 Gebäude der Stadt als zerstört, darunter eine Waisenschule, der Zentralmarkt und ein Kulturzentrum. Zahlreiche weitere Gebäude, darunter das Krankenhaus, die Feuerwache oder die als Wahrzeichen geltende „Nadija“-Dampfmühle von 1894 wurden teils schwer beschädigt. Nach Angaben eines lokalen Beamten wurde die Stadt zu 70 % zerstört.